# 2017-es salakmotor-világbajnokság
A 2017-es salakmotor-világbajnokság a Speedway Grand Prix éra 23., összességében pedig a széria 72. szezonja volt. Az idény április 29-én kezdődött Szlovákiában a Matija Gubec stadioban és Ausztráliában végződött az Etihad Stadionban október 28-án.
Jason Doyle szerezte meg a bajnoki címet, Patryk Dudekel és Fredrik Tai Woffindennel szemben. A címvédő Greg Hancock volt, aki egy sérülés következtében nem tudott a szezon összes versenyén részt venni.

## Versenyzők
A szezon során összesen 15 állandó versenyző vett részt a versenyeken. A résztvevők a következőképpen tevődtek össze:
- A 2016-os szezon első nyolc helyezettje automatikusan helyet kapott a mezőnyben.[4]
- Az idény előtt megrendezett Grand Prix Challenge három leggyorsabb versenyzője kvalifikálhatott a mezőnybe.[5]
- Az utolsó négy hely sorsáról a bajnokság promótere, a Benfield Sports International döntött, amely a tavalyi szezon eredménye alapján választott.[6]
- A mezőnyt továbbá szabadkártyás és helyettesítő résztvevők, valamint pályatartalékok egészítették ki.[7]

| #                        | Motorversenyző         | Továbbjutás        | Fordulók           |
| Állandó résztvevők       | Állandó résztvevők     | Állandó résztvevők | Állandó résztvevők |
| ------------------------ | ---------------------- | ------------------ | ------------------ |
| 12                       | Nicki Pedersen         | kiválasztás        | 1–2                |
| 23                       | Chris Holder           | automatikus        | összes             |
| 45                       | Greg Hancock           | automatikus        | 1–6                |
| 54                       | Martin Vaculík         | kvalifikáció       | összes             |
| 55                       | Matej Žagar            | kiválasztás        | összes             |
| 66                       | Fredrik Lindgren       | kvalifikáció       | 1–10               |
| 69                       | Jason Doyle            | automatikus        | összes             |
| 71                       | Maciej Janowski        | kiválasztás        | összes             |
| 85                       | Antonio Lindbäck       | automatikus        | összes             |
| 88                       | Niels Kristian Iversen | automatikus        | 1–7                |
| 89                       | Emil Szajfutgyinov     | kiválasztás        | összes             |
| 95                       | Bartosz Zmarzlik       | automatikus        | összes             |
| 108                      | Tai Woffinden          | automatikus        | összes             |
| 692                      | Patryk Dudek           | kvalifikáció       | összes             |
| 777                      | Piotr Pawlicki Jr.     | automatikus        | összes             |
| Szabadkártyás résztvevők |                        |                    |                    |
| 16                       | Nick Škorja            |                    | 1                  |
| 16                       | Przemysław Pawlicki    |                    | 2                  |
| 16                       | Maksims Bogdanovs      |                    | 3                  |
| 16                       | Vaclav Milik           |                    | 4                  |
| 16                       | Kenneth Bjerre         |                    | 5                  |
| 16                       | Craig Cook             |                    | 6                  |
| 16                       | Linus Sundström        |                    | 7                  |
| 16                       | Krzysztof Kasprzak     |                    | 8                  |
| 16                       | Kai Huckenbeck         |                    | 9                  |
| 16                       | Kim Nilsson            |                    | 10                 |
| 16                       | Paweł Przedpełski      |                    | 11                 |
| 16                       | Sam Masters            |                    | 12                 |
| Pályatartalékok          |                        |                    |                    |
| 17                       | Josef Franc            |                    | 4                  |
| 17                       | Adam Ellis             |                    | 6                  |
| 17                       | Tobias Kroner          |                    | 9                  |
| 17                       | Jacob Thorssell        |                    | 10                 |
| 17                       | Bartosz Smektała       |                    | 11                 |
| 17                       | Justin Sedgmen         |                    | 12                 |
| 18                       | Matěj Kůs              |                    | 4                  |
| 18                       | Josh Bates             |                    | 6                  |
| 18                       | Filip Hjelmland        |                    | 10                 |
| 18                       | Davey Watt             |                    | 12                 |
| 19                       | Brady Kurtz            |                    | 12                 |
| 20                       | Rohan Tungate          |                    | 12                 |
| Helyettesítő résztvevők  |                        |                    |                    |
| 25                       | Peter Kildemand        |                    | 3–7, 9–12          |
| 46                       | Max Fricke             |                    | 9–11               |
| 52                       | Michael Jepsen Jensen  |                    | 8                  |
| 84                       | Martin Smolinski       |                    | 7–12               |
| 225                      | Vaclav Milik           |                    | 8, 11              |

Megjegyzés:
- Csak azok a helyettesítők és pályatartalékok szerepelnek a listán, akik legalább egy versenyen részt vettek a szezon során.

## Versenynaptár és eredmények
| Forduló | Dátum          | Helyszín                 | Győztes            | Második            | Harmadik         | Negyedik         | Listavezető      | Előny |
| ------- | -------------- | ------------------------ | ------------------ | ------------------ | ---------------- | ---------------- | ---------------- | ----- |
| 1       | április 29.    | Matija Gubec Stadium     | Martin Vaculík     | Fredrik Lindgren   | Patryk Dudek     | Jason Doyle      | Martin Vaculík   | 0     |
| 2       | május 13.      | Stadion Narodowy         | Fredrik Lindgren   | Maciej Janowski    | Jason Doyle      | Martin Vaculík   | Fredrik Lindgren | 5     |
| 3       | május 27.      | Latvijas Spīdveja Centrs | Piotr Pawlicki Jr. | Patryk Dudek       | Maciej Janowski  | Jason Doyle      | Patryk Dudek     | 1     |
| 4       | június 10.     | Markéta Stadium          | Jason Doyle        | Greg Hancock       | Václav Milík Jr. | Patryk Dudek     | Patryk Dudek     | 1     |
| 5       | június 24.     | CASA Arena               | Maciej Janowski    | Emil Szajfutgyinov | Patryk Dudek     | Jason Doyle      | Jason Doyle      | 0     |
| 6       | július 22.     | Principality Stadium     | Maciej Janowski    | Jason Doyle        | Matej Žagar      | Bartosz Zmarzlik | Jason Doyle      | 3     |
| 7       | augusztus 12.  | G&B Stadium              | Bartosz Zmarzlik   | Antonio Lindbäck   | Fredrik Lindgren | Maciej Janowski  | Maciej Janowski  | 5     |
| 8       | augusztus 26.  | Edward Jancarz Stadium   | Tai Woffinden      | Patryk Dudek       | Jason Doyle      | Bartosz Zmarzlik | Jason Doyle      | 3     |
| 9       | szeptember 9.  | Bergring Arena           | Matej Žagar        | Martin Vaculík     | Jason Doyle      | Chris Holder     | Jason Doyle      | 10    |
| 10      | szeptember 23. | Friends Arena            | Matej Žagar        | Bartosz Zmarzlik   | Jason Doyle      | Peter Kildemand  | Jason Doyle      | 22    |
| 11      | október 7.     | Rose Motoarena           | Patryk Dudek       | Tai Woffinden      | Bartosz Zmarzlik | Matej Žagar      | Jason Doyle      | 14    |
| 12      | október 28.    | Etihad Stadion           | Jason Doyle        | Tai Woffinden      | Bartosz Zmarzlik | Patryk Dudek     | Jason Doyle      | 18    |

## Végeredmény
Pontrendszer
A résztvevők a teljes forduló során szerezhetnek pontokat, így lehetséges, hogy nem az első helyezett szerzi a legtöbb pontot. A versenyzők a következőképpen szerezhetnek pontokat:
| Pozíció | 1. | 2. | 3. | 4. |
| Pont    | 3  | 2  | 1  | 0  |
| ------- | -- | -- | -- | -- |

| Pozíció | Versenyző              | SVN | POL | LAT | CZE | DEN | GBR | SWE | PL2 | GER | SCA | PL3 | AUS | Pont |
| ------- | ---------------------- | --- | --- | --- | --- | --- | --- | --- | --- | --- | --- | --- | --- | ---- |
|         | Jason Doyle            | 12  | 15  | 10  | 13  | 15  | 13  | 5   | 14  | 17  | 18  | 10  | 19  | 161  |
|         | Patryk Dudek           | 13  | 9   | 16  | 13  | 14  | 10  | 5   | 13  | 11  | 6   | 18  | 15  | 143  |
|         | Tai Woffinden          | 8   | 13  | 9   | 7   | 11  | 9   | 14  | 18  | 5   | 6   | 15  | 16  | 131  |
| 4.      | Maciej Janowski        | 6   | 16  | 13  | 6   | 17  | 17  | 13  | 6   | 7   | 7   | 5   | 9   | 122  |
| 5.      | Bartosz Zmarzlik       | 6   | 12  | 6   | 8   | 7   | 16  | 15  | 10  | 2   | 12  | 14  | 13  | 121  |
| 6.      | Emil Szajfutgyinov     | 12  | 6   | 13  | 2   | 14  | 11  | 10  | 11  | 11  | 12  | 7   | 8   | 117  |
| 7.      | Matej Žagar            | 10  | 1   | 10  | 4   | 11  | 12  | 3   | 7   | 15  | 13  | 11  | 10  | 107  |
| 8.      | Fredrik Lindgren       | 16  | 16  | 5   | 6   | 8   | 7   | 18  | 11  | 11  | 9   | –   | –   | 107  |
| 9.      | Martin Vaculík         | 16  | 10  | 8   | 10  | 1   | 4   | 10  | 7   | 14  | 5   | 5   | 9   | 99   |
| 10.     | Chris Holder           | 6   | 6   | 4   | 11  | 7   | 10  | 6   | 2   | 14  | 9   | 7   | 3   | 85   |
| 11.     | Piotr Pawlicki Jr.     | 7   | 7   | 18  | 7   | 4   | 1   | 6   | 9   | 4   | 6   | 10  | 2   | 81   |
| 12.     | Antonio Lindbäck       | 2   | 6   | 4   | 9   | 8   | 7   | 19  | 5   | 4   | 8   | 1   | 4   | 77   |
| 13.     | Peter Kildemand        | –   | –   | 1   | 8   | 3   | 10  | 4   | –   | 10  | 11  | 8   | 6   | 61   |
| 14.     | Greg Hancock           | 11  | 4   | 5   | 18  | 7   | 0   | –   | –   | –   | –   | –   | –   | 45   |
| 15.     | Niels Kristian Iversen | 9   | 9   | 7   | 3   | 3   | 7   | 6   | –   | –   | –   | –   | –   | 44   |
| 16.     | Václav Milík Jr.       | –   | –   | –   | 13  | –   | –   | –   | 7   | –   | –   | 11  | –   | 31   |
| 17.     | Martin Smolinski       | –   | –   | –   | –   | –   | –   | 1   | 4   | 8   | 4   | 2   | 6   | 25   |
| 18.     | Max Fricke             | –   | –   | –   | –   | –   | –   | –   | –   | 1   | 6   | 4   | –   | 11   |
| 19.     | Paweł Przedpełski      | –   | –   | –   | –   | –   | –   | –   | –   | –   | –   | 10  | –   | 10   |
| 20.     | Maksims Bogdanovs      | –   | –   | 8   | –   | –   | –   | –   | –   | –   | –   | –   | –   | 8    |
| 21.     | Michael Jepsen Jensen  | –   | –   | –   | –   | –   | –   | –   | 8   | –   | –   | –   | –   | 8    |
| 22.     | Nicki Pedersen         | 3   | 5   | –   | –   | –   | –   | –   | –   | –   | –   | –   | –   | 8    |
| 23.     | Kenneth Bjerre         | –   | –   | –   | –   | 7   | –   | –   | –   | –   | –   | –   | –   | 7    |
| 24.     | Krzysztof Kasprzak     | –   | –   | –   | –   | –   | –   | –   | 6   | –   | –   | –   | –   | 6    |
| 25.     | Rohan Tungate          | –   | –   | –   | –   | –   | –   | –   | –   | –   | –   | –   | 6   | 6    |
| 26.     | Kai Huckenbeck         | –   | –   | –   | –   | –   | –   | –   | –   | 4   | –   | –   | –   | 4    |
| 27.     | Jacob Thorssell        | –   | –   | –   | –   | –   | –   | –   | –   | –   | 4   | –   | –   | 4    |
| 28.     | Justin Sedgmen         | –   | –   | –   | –   | –   | –   | –   | –   | –   | –   | –   | 4   | 4    |
| 29.     | Przemysław Pawlicki    | –   | 3   | –   | –   | –   | –   | –   | –   | –   | –   | –   | –   | 3    |
| 30.     | Brady Kurtz            | –   | –   | –   | –   | –   | –   | –   | –   | –   | –   | –   | 3   | 3    |
| 31.     | Davey Watt             | –   | –   | –   | –   | –   | –   | –   | –   | –   | –   | –   | 3   | 3    |
| 32.     | Craig Cook             | –   | –   | –   | –   | –   | 2   | –   | –   | –   | –   | –   | –   | 2    |
| 33.     | Josh Bates             | –   | –   | –   | –   | –   | 2   | –   | –   | –   | –   | –   | –   | 2    |
| 34.     | Linus Sundström        | –   | –   | –   | –   | –   | –   | 2   | –   | –   | –   | –   | –   | 2    |
| 35.     | Kim Nilsson            | –   | –   | –   | –   | –   | –   | –   | –   | –   | 2   | –   | –   | 2    |
| 36.     | Sam Masters            | –   | –   | –   | –   | –   | –   | –   | –   | –   | –   | –   | 2   | 2    |
| 37.     | Nick Škorja            | 1   | –   | –   | –   | –   | –   | –   | –   | –   | –   | –   | –   | 1    |
| 38.     | Josef Franc            | –   | –   | –   | 0   | –   | –   | –   | –   | –   | –   | –   | –   | 0    |
| 39.     | Matěj Kůs              | –   | –   | –   | 0   | –   | –   | –   | –   | –   | –   | –   | –   | 0    |
| 40.     | Adam Ellis             | –   | –   | –   | –   | –   | 0   | –   | –   | –   | –   | –   | –   | 0    |
| 41.     | Tobias Kroner          | –   | –   | –   | –   | –   | –   | –   | –   | 0   | –   | –   | –   | 0    |
| 42.     | Filip Hjelmland        | –   | –   | –   | –   | –   | –   | –   | –   | –   | 0   | –   | –   | 0    |
| 43.     | Bartosz Smektała       | –   | –   | –   | –   | –   | –   | –   | –   | –   | –   | 0   | –   | 0    |
| Pozíció | Versenyző              | SVN | POL | LAT | CZE | DEN | GBR | SWE | PL2 | GER | SCA | PL3 | AUS | Pont |

| Szín      | Eredmény                 |
| --------- | ------------------------ |
| Arany     | Győztes                  |
| Ezüst     | 2. helyezett             |
| Bronz     | 3. helyezett             |
| Sötétzöld | 4. helyezett             |
| Zöld      | A középdöntőben kiesett  |
| Fehér     | A selejtezőben kiesett   |
| Piros     | Nem vett részt a futamon |